# 山口安次郎
山口 安次郎（やまぐち やすじろう、1904年10月1日 - 2010年2月7日）は、西陣の織匠。山口織物株式会社会長。山口伊太郎は3歳上の実兄である。

## 人物
京都・西陣生まれ。尋常小学校卒業後、12歳で家業に従事する。27歳で独立、帯地製造会社「山口織物」を創業するが、太平洋戦争が始まったため一時中断。43歳の時に再開。昭和25年（1950年）GHQ最高司令官ダグラス・マッカーサー元帥に能装束裂地を寄贈。同時に金剛流能装束を復元。55歳より事業を息子に譲り、江戸時代の能装束の復元に専念。能楽宗家の依頼だけでも130領、その他もあわせると300領を超える能装束を手がけていた。

## 経歴
- 明治37年（1904年） - 京都・西陣で生まれる。
- 大正5年（1916年） - 12歳で家業に従事。
- 昭和6年（1931年） - 27歳で創業。その後、太平洋戦争開戦により一時中断。
- 昭和22年（1947年） - 43歳の時に再開。
- 昭和25年（1950年） - 連合国最高司令官マッカーサー元帥に能装束裂地を寄贈。同時に、金剛流能装束を復元。以来、能楽宗家の依頼により数々の能装束を手がける。
- 昭和59年（1984年） - スウェーデン国立民俗博物館で能装束展を開催。イギリス・チャールズ3世（当時皇太子）夫妻の西陣見学の際に、織の実演を行うと共に能装束を献上。
- 昭和60年（1985年） - デンマーク国立博物館で能装束展を開催。
- 平成11年（1999年） - フランス・リヨンで能装束展を開催。
- 平成12年（2000年） - 能装束「厚板立涌に牡丹文様」をヴィクトリア&アルバート博物館に寄贈。
- 平成14年（2002年） - 東京・大倉集古館にて「山口伊太郎・山口安次郎兄弟二百歳記念 千年の織物 二百歳の夢」展を開催。
- 平成15年（2003年） - イギリス・ロンドンにて能装束展開催。
- 平成17年（2005年） - 静岡・佐野美術館にて「特別展 千年の伝統をつむぐ西陣の織物 山口伊太郎・山口安次郎の世界」展を開催。
- 平成21年（2009年） - 9月14日より京都 相国寺・承天閣美術館にて 「山口安次郎作 能装束展－心と技の饗宴－」を開催。
- 平成22年（2010年） - 老衰により死去。105歳没。
- 平成22年（2010年） - 静岡・佐野美術館にて「山口安次郎作 能装束遺作」展を開催。